# Irene de Peyré
Irene Molina Oliveros de Peyré (1873-1968), más conocida como Irene Oliveros de Peyré o Irene de Peyré, fue una educadora, activista por los derechos de la mujer y feminista guatemalteca. Entre otras organizaciones fundó la Alianza Francesa de Guatemala y el Liceo Francés. Fue galardonada con la Orden del Quetzal por sus servicios a la nación, también fue receptora de la Orden de las Palmas Académicas y la Legión de Honor de parte del gobierno francés.

## Biografía
Irene Molina Oliveros nació en Santa Rosa, Guatemala, el 20 de octubre de 1873 y era hija de Rafael G. Molina y Juana Oliveros. Realizó sus estudios en la escuela de formación de docentes Instituto Normal Central para Señoritas Belén. Se dedicó a la promoción de la educación y al activismo social, estableció La Alianza Francesa de Guatemala en 1920 —con el apoyo del embajador de Francia en Guatemala—, para preservar la cultura de los guatemaltecos franceses, y el colegio femenino Liceo Francés en 1921, para promover el aprendizaje. También fundó la Sociedad Protectora del Niño en 1922 y la Escuela de Artes y Oficios para Señoritas en 1925.
Fue delegada de Guatemala en la Comisión Interamericana de Mujeres en 1930, que en ese momento estaba involucrada en la preparación de un volumen que evaluaba los efectos del matrimonio en la ciudadanía de las mujeres. En 1944, se unió a un grupo integrado por Angelina Acuña, Berta Corleto, Elisa Hall de Asturias, Gloria Méndez Mina de Padilla, Rosa de Mora y Graciela Quan, para formar la Unión Femenina Guatemalteca Pro-ciudadanía, una organización que estaba a favor del reconocimiento de los derechos civiles de las mujeres, incluido el sufragio para aquellas que estaban alfabetizadas. Después del golpe de Estado de 1944 en Guatemala, la nueva constitución, promulgada el 1 de marzo de 1945, otorgó el derecho al voto a todos los ciudadanos alfabetizados, incluidas las mujeres.
Cuando los jesuitas no pudieron establecer una escuela en 1951, debido a la política anti-escuelas religiosas del gobierno, Oliveros de Peyré los atrajo a la escuela francesa para su beneficio mutuo: los jesuitas pudieron obtener una escuela y Oliveros de Peyré pudo establecer una sección para niños. La escuela se abrió como Liceo Francés Sección de Varones en 1952 y posteriormente, a mediados de la década de 1950, cambió su nombre a Liceo Javier. Fue candidata a mujer del año en 1955 y se le otorgó la Orden del Quetzal por su servicio al país en 1958. También fue receptora de la Orden de las Palmas Académicas y la Legión de Honor.
Falleció en la Ciudad de Guatemala el 28 de junio de 1968.